# رياح السموم (مسلسل)
رياح السموم- مسلسل دراما أردني، تم عرضه في أبريل 2020م، من تأليف: سليمان أبو شارب، ومن إخراج: سائد بشير الهواري.

## قصة المسلسل وأحداثه
في إطار بدوي تدور الأحداث حيث الشيخ رداد الذي يتسلم الشيخة عقب مقتل والده على يد زوجته أم مطلق، فتنشأ بينهما العدواة ويبدأ كلا منهما في إطلاق سمومه نحو الآخر.

## طاقم العمل
يتألف طاقم عمل المسلسل الأردني "رياح السموم" مجموعة كبيرة من النجوم، نذكر من بينهم:
- صفاء سلطان- في دور"غصايب".
- عبير عيسى. في دور "أم مطلق"
- جميل براهمة. في دور" الشيخ حماد".
- وسام البريحي. في دور "لافي".
- جميل عواد. في دور "أبو فواز"
- جوليت عواد. في دور "أم فواز".
- محمد العبادي. في دور "أبو عواد".
- محمد الضمور. في دور" رماح".
- عبدالكريم الجراح. في دور" ناصر"
- منذر خليل. في دور" سالم".
- ايمان ياسين. في دور" نعمة".
- رسمية عبده. في دور "كميله"
- ريناد ثلجي. في دور "زينة".
- منيا قديس. في دور"المها".
- عمر الضمور. في دور "مطلق".
- محمد الجيزاوي. في دور "عجاب".
- كاترين علي. في دور "الرهف"
- هيا عبد الغني. في دور "شميسة"
- داوود جلاجل. في دور "مشرف"
- أنور خليل. في دور" زاهر".
- سهير فهد. في دور "جميلة".
- رفعت النجار. في دور "عزايم".
- رانيا فهد. في دور "أم المها"
- مازن الكايد العواملة. في دور "أبو عطية".
- إبراهيم أبو الخير. ضيف شرف، في دور "أبو ناصر"
- أحمد دهشان. في دور"مناع".
- أريج النابلسي. في دور "وطفة".
- عبد المجيد اليزن -منير القضاة. - شوق تيمور. - صفاء العلي. -أسامة الخوالدة. - عماد زيدان - فضل العوضي -شهاب الحجاج. -صلاح الخوالدة. - عبدالله المجالي.